# Thurlow Rogers
Thurlow Thomas Rogers (* 7. března 1960 Burbank, Kalifornie) je bývalý americký silniční cyklista. V roce 1983 skončil třetí na Giro delle Regioni a čtvrtý na Závodě míru se ztrátou 1:09 na vítězného Falka Bodena, což je historicky nejlepší umístění amerického jezdce. V roce 1984 se stal mistrem USA v časovce a obsadil šesté místo v závodě jednotlivců na olympiádě. Vyhrál premiérový ročník závodu Redlands Bicycle Classic 1985, kde byl ještě v roce 1987 druhý a 1992 třetí. V roce 1986 se stal členem profitýmu La Vie Claire. Vyhrál závod Mammoth Classics a byl třetí na mistrovství USA v silničním závodě mužů. Dosud se aktivně účastní veteránských závodů, v roce 2010 byl mistrem USA v kategorii nad padesát let.